# Holger Nurmela
Holger "Hogge" Nurmela (även "Vackre Holger"), född 28 oktober 1920 i Stockholm, död 1 mars 2005 i Uttran i Grödinge socken, Stockholms län, var en svensk idrottsman som spelade ishockey, fotboll och bandy på elitnivå. Han spelade främst i Hammarby, men i hockey spelade han några år även i AIK och Saltsjöbaden. Nurmela avslutade sin aktiva karriär som Hammarbys spelande tränare, men återvände senare som enbart tränare i slutet av 1960-talet och början av 1970-talet.
Nurmela vann tre SM-guld i hockey och vann högsta ligans skytteliga två gånger.
Nurmela gjorde 153 matcher och 111 mål i Tre Kronor. Dessutom spelade han en match mot Tre Kronor, och gjorde mål då också. När Hammarby mötte landslaget 1944 sköt Nurmela Hammarbys enda mål.
I Sveriges två första hemma-VM var Nurmela en av de mest tongivande spelare. Han var Sveriges främsta målskytt i VM 1949 och näst bästa 1954, då han även var Tre Kronors lagkapten. Holger Nurmela erövrade ett silver och ett brons, 1947 respektive 1954.
Holger Nurmela vann brons med Tre Kronor i Olympiska vinterspelen 1952. I OS 1948 och 1956 placerade han sig med Tre Kronor på fjärdeplats. Han blev Stor grabb nummer 28 i svensk ishockey.